# Умершие в марте 2012 года
Это список известных людей, соответствующих установленным критериям значимости (см. Википедия:Критерии значимости персоналий), умерших в марте 2012 года.
Причина смерти указывается лишь в исключительных случаях (убийство, самоубийство, гибель в результате военных действий, смертная казнь, ДТП или несчастные случаи). В остальных случаях — не указывается.

## Список

### 1 марта

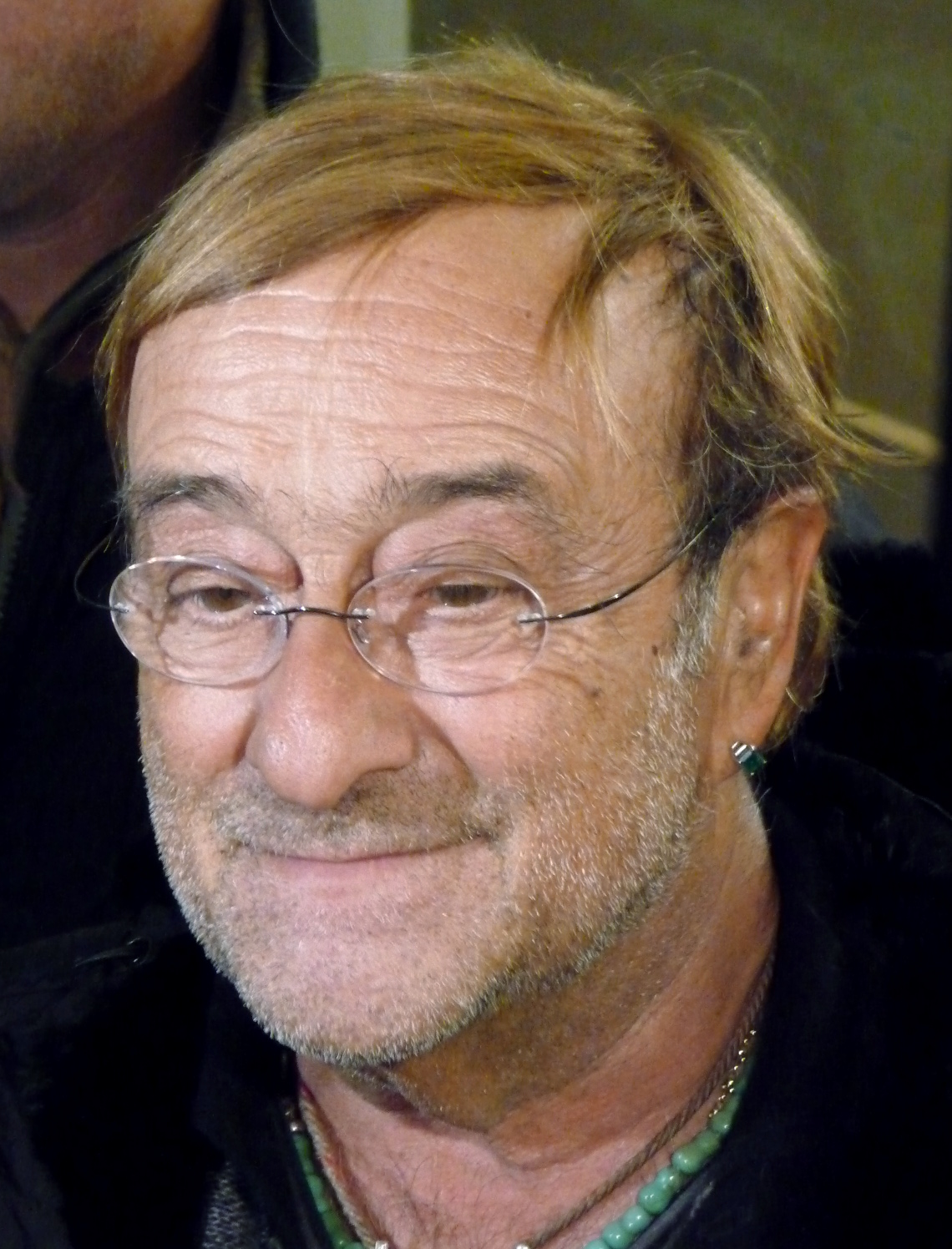
Лучо Далла

- Аджич, Благое (79) — югославский военный деятель, генерал-полковник, начальник Генштаба Вооруженных сил СФРЮ (1989—1992), министр обороны (1992)[1]
- Аллен, Филлип (72) — американский актёр[2].
- Балушиньский, Хенрик (39) — польский футболист, игрок сборной Польши (1994—1997)[3].
- Богдо-гэгэн IX (79—80) — духовный лидер буддистов Монголии[4].
- Брайтбарт, Эндрю (43) — американский журналист и блогер[5]
- Гургулиа, Борис Алмасханович (76) — абхазский поэт, писатель, член союзов писателей Абхазии, СССР и Российской Федерации, председатель Союза писателей Абхазии (1997—2002)[6].
- Давлатов, Хаким (43) — таджикский и украинский спортсмен, двукратный чемпион Европы по самбо[7].
- Далла, Лучо (68) — итальянский певец и композитор; сердечный приступ[8].
- Джамиль, Фатулла (69) — мальдивский политик, министр иностранных дел (1978—2005)[9]
- Куртлэнд, Джером (85) — американский актёр, режиссёр и продюсер [www.kino-teatr.ru/kino/acter/hollywood/103706/works/].
- Маккласки, Джемма (29) — британская актриса, убийство[10]
- Нисневич, Анатолий Геннадьевич (74) — российский артист балета, старейший солист Мариинского театра[11]
- Пинкней, Каллан (72) — нидерландская балерина разработавшая калланетику[12]
- Соловьёв, Василий Иванович (87) — советский кинодраматург, заслуженный деятель искусств РСФСР[13].
- Тукан, Борис Петрович (89) — советский и израильский тюрколог, переводчик[14].

### 2 марта
- Барфут, ван Т (92) — американский офицер, ветеран Второй мировой войны, награждённый Медалью Почёта[15].
- Болдырев, Александр Александрович (71) — заслуженный деятель науки РФ (2001), Заслуженный профессор МГУ имени М. В. Ломоносова (2008)[16].
- Бриджвуд, Гэрри (67) — английский футболист («Сток Сити»), финалист кубка футбольной лиги (1964)[17]
- Джон-Стивас, Норман (82) — британский политик, министр культуры (1973—1974, 1979—1981)[18]
- Дуюнова, Вера Илларионовна (66) — советская волейболистка, двукратная олимпийская чемпионка (1968 и 1972)[19].
- Зодиев, Юрий Вячеславович (85) — старейший сотрудник РИА Новости, ветеран Великой Отечественной войны, заслуженный работник культуры РСФСР[20].
- Колбин, Борис Григорьевич (62) — министр внешнеэкономических связей, торговли и предпринимательства Республики Башкортостан (2002—2009)[21]
- Куташи, Роберт (48) — генеральный директор венгерского футбольного клуба РЕАК; самоубийство[22].
- Лигато, Джованни (111) — старейший мужчина Италии.
- Модаи, Михаль (80) — почетный председатель Международной женской сионистской организации, первая королева красоты Израиля 1951 года[23].
- Поперечный, Игорь Юрьевич (55) — российский сексопатолог и психотерапевт, основатель «психологии выживания», исследователь творчества Сальвадора Дали[24]
- Ринальди, Жерар (69) — французский актёр и певец (комик-группа «Шарло») [www.kino-teatr.ru/kino/acter/euro/72015/works/]
- Уилсон, Джеймс Куин (80) — американский политолог, соавтор теории разбитых окон[25].

### 3 марта
- Бриджес, Стив (48) — американский актёр [www.kino-teatr.ru/kino/acter/hollywood/103706/works].
- Веселов, Вячеслав Александрович (65) — российский музыкант и педагог, заслуженный работник культуры Российской Федерации, преподаватель Псковского областного колледжа искусств им. Н. А. Римского-Корсакова[26]
- Грабовский, Хенрик (82) — польский легкоатлет, бронзовый призёр чемпионата Европы по прыжкам в длину (1958)[27]
- Денисов, Александр Петрович (67) — советский и белорусский актёр театра и кино, Лауреат Государственной премии СССР (1984) [www.kino-teatr.ru/kino/acter/m/sov/1242/bio/]
- Доха, Шамсуд (83) — министр иностранных дел Бангладеш (1982—1984)[28].
- Зарембо, Эдуард Дмитриевич (74) — советский футболист, тренер. Бронзовый призёр чемпионата СССР 1963 в составе минского «Динамо»[29].
- Иванов, Виктор Александрович (81) — советский тренер по лыжным гонкам, заслуженный тренер России и СССР[30]
- Капротти, Эдгар (87) — испанский баскетболист, один из старейших баскетболистов «Реала»[31].
- Коблев, Якуб Камболетович (72) — заслуженный тренер СССР по дзюдо[32].
- Маккуорри, Ральф (82) — американский кинематографист, лауреат премии «Оскар» за лучшие визуальные эффекты («Кокон») (1986)[33].
- Марокко, Фрэнк (81) — американский аккордеонист, композитор, аранжировщик, самый записываемый аккордеонист в Америке[34].
- Монтроуз, Ронни (64) — американский рок-гитарист[35]
- Фёдоров, Юрий Павлович (74) — советский тренер по лёгкой атлетике, заслуженный тренер СССР[36].
- Цыздоев, Адам Макшарипович (33) — террорист, главарь бандподполья Ингушетии; погиб в результате подрыва взрывного устройства[37].
- Чернли, Дэйв (76) — британский боксёр, чемпион Европы (1960—1961)[38].
- Чимино, Леонардо (83) — американский актёр («Вопросы и ответы»)[39].

### 4 марта
- Керимов, Ибрагим Абдулкеримович (89) — народный поэт Дагестана, участник Великой Отечественной войны[40].
- Маккафри, Джон (74) — американский баскетболист, чемпион летних Олимпийских игр в Токио (1964)[41]
- Очур, Алексей Иванович (59) — полномочный представитель председателя правительства в парламенте Тувы[42].
- Ройф, Шапс (Шепсель) Абрамович (82) — председатель Ассоциации евреев Молдовы — бывших узников гетто и нацистских концлагерей[43].
- Танкус, Шмуэль (97) — военный общественный деятель Израиля[44].
- Тэйлор, Джоан (82) — американская актриса («Женщина из племени апачей»)[45]
- аль-Ханек, Мохаммед — лидер йеменской «Аль-Каиды»[46]
- Шальнов, Павел Александрович (85) — советский и российский актёр, артист труппы духовного театра «Глас» (г. Москва), народный артист РСФСР[47].

### 5 марта

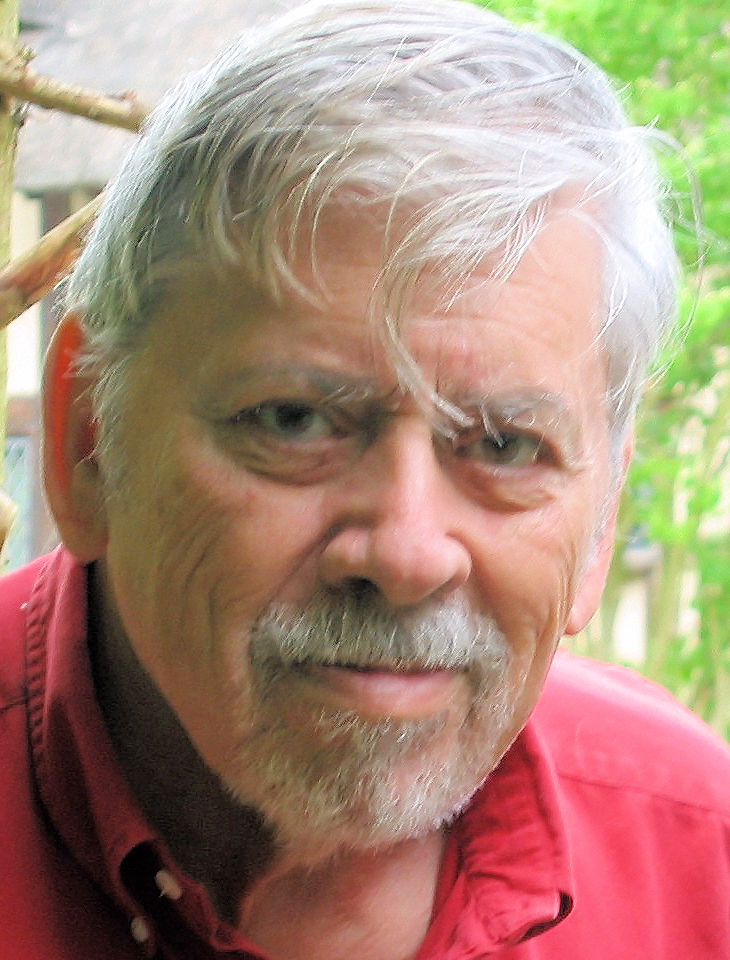
Роберт Шерман

- Де Лос Сантос, Рафаэль Корпоран (71) — доминиканский политик, мэр Национального округа (1990—1994)[48].
- Зивенко, Мария Николаевна (72) — российский журналист, главный редактор газеты «Деловая Пенза», получившая диплом «Лучший менеджер России» (2001)[49]
- Кушевский, Мариан (78) — польский фехтовальщик, призёр летних Олимпийских игр в Мельбурне (1956) и Риме (1960)[50].
- Морозов, Николай Ефимович (82) — первый секретарь Целиноградского обкома КП Казахстана (1978—1986), первый секретарь Семипалатинского обкома КП Казахстана (1970—1978), Герой Социалистического Труда (1966)[51]
- Мэдок, Филип (77) — британский актёр («Если наступит завтра»)[52].
- Садченко, Александр Григорьевич (68) — главный редактор газеты «События» (Бахмут, Донецкая область)[53].
- Увайда, Захир (67) — афганский певец, один из основателей поп-музыки в Афганистане[54]
- Хайренс, Уильям (83) – американский серийный убийца[55].
- Шерман, Роберт (86) — американский композитор и автор песен, двукратный лауреат премии «Оскар» («Мэри Поппинс»)[56]

### 6 марта
- Амарал, Франсишку Шавьер (75) — восточнотиморский политик, один из основателей Революционного фронта за независимость Восточного Тимора, первый президент Восточного Тимора (1975)[57].
- Бурсма, Якоб (Яп) (82) — нидерландский политик, министр социальных дел (1971—1977)[58]
- Захаров, Алексей Константинович (64) — российский политический деятель, депутат Государственной думы (1995—1999, 2003), ответственный секретарь политсовета Республиканской партии России[59]
- Маркос, Алонсо Имас (78) — испанский футболист, обладатель Кубка Чемпионов (1956—1960), пятикратный чемпион Испании, обладатель Кубка страны и Межконтинентального кубка в составе мадридского «Реала»[60]..

### 7 марта
- Дарьин, Геннадий Александрович (90) — российский живописец, Народный художник России[61].
- Егоров, Сергей (61) — заместитель начальника Академии ФСБ, генерал-лейтенант[62].
- Марсо, Фелисьен (98) — французский писатель бельгийского происхождения, член Французской академии, лауреат Гонкуровской премии (1969)[63].
- Смолярек, Влодзимеж (54) — польский футболист, бронзовый призёр Чемпионата мира (1982), чемпион Польши (1981 и 1982), обладатель Кубка Польши (1985)[64].
- Соболев, Анатолий Николаевич (72) — дирижёр, музыкант, композитор, сотрудничавший с Государственным ансамблем «Россия» под руководством Народной артистки СССР Людмилы Зыкиной в качестве дирижёра и аранжировщика многих её песен, Народный артист России[65].
- Сысоев, Пётр Васильевич (74) — российский писатель, проживавший в г. Воронеже[66]
- Торнад, Пьер (82) — французский актёр[67].

### 8 марта
- Данешвар, Симин (90) — иранская писательница[68]
- Кушаков, Андрей Анатольевич (59) — Чрезвычайный и Полномочный посол России в ЮАР (2000—2006), Чрезвычайный и Полномочный посол в Зимбабве и Малави (по совместительству) (с 2010)[69].
- Марков, Юрий Петрович (66) — российский пермский поэт, член Союза писателей России (1996)[70]
- Мацих, Леонид Александрович (57) — российский философ и теолог, доктор филологии и теологии, автор и соведущий программы «Братья» на радиостанции «Эхо Москвы»[71].
- Мори, Минору (77) — японский строительный магнат, его компания Mori Building Company построила Шанхайский всемирный финансовый центр[72]
- Пальярани, Элио (85) — итальянский поэт, лауреат премии Виареджо (1995)[73]
- Петерсен, Йенс (70) — датский футболист, Футболист года в Дании (1963)[74].
- Урушадзе, Рамаз Павлович (72) — советский футболист, вратарь, мастер спорта СССР (1961), серебряный призёр чемпионата Европы (1964)[75].
- Федорко, Фёдор Петрович (60) — председатель Госсовета — Хасэ Адыгеи (с 2011)[76].
- Хоаг, Чарли (81) — американский баскетболист, чемпион летних Олимпийских игр в Хельсинки (1952)[77]

### 9 марта
- Аль-Кейси, Зохир — палестинский военный лидер, генеральный секретарь Комитетов народного сопротивления (с 2011), удар с воздуха[78].
- Вельц, Карл Александрович (94) — ветеран Великой Отечественной войны, почётный председатель Президиума Союза ветеранских организаций Эстонии[79]
- Карнеги, Херб (92) — канадский хоккеист, первый профессиональный темнокожий хоккеист Канады[80].
- Ласкович, Василий Петрович (98) — публицист, подпольщик, политзаключенный, ветеран войны, научный сотрудник мемориального комплекса «Брестская крепость-герой»[81]. Архивная копия от 11 апреля 2012 на Wayback Machine
- Махержи, Джой (73) — индийский актёр[82]
- Нитисастро, Виджойо (84) — индонезийский экономист и политик, министр экономики, финансов и промышленности (1973—1983)[83]
- Рагс, Юрий Николаевич (63) — музыковед, пианист, педагог, доктор искусствоведения, профессор Московской консерватории им. П. И. Чайковского на кафедре теории музыки (1991—2012), член президиума Московского музыкального общества[84].
- Рубин, Сельма (96) — американская активистка энвайронментализма, сооснователь Дня Земли[85]
- Санчес, Хосе Томас (91) — филиппинский и куриальный кардинал[86].
- Урбанович, Георгий Иванович (82) — профессор кафедры пения и хорового дирижирования МПГУ, кафедры хорового дирижирования Московской консерватории им. П. И. Чайковского, педагог[87]

### 10 марта

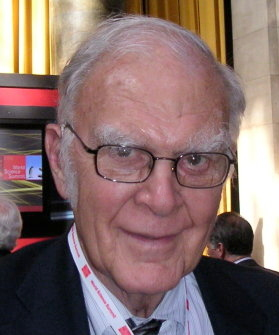
Шервуд Роуланд

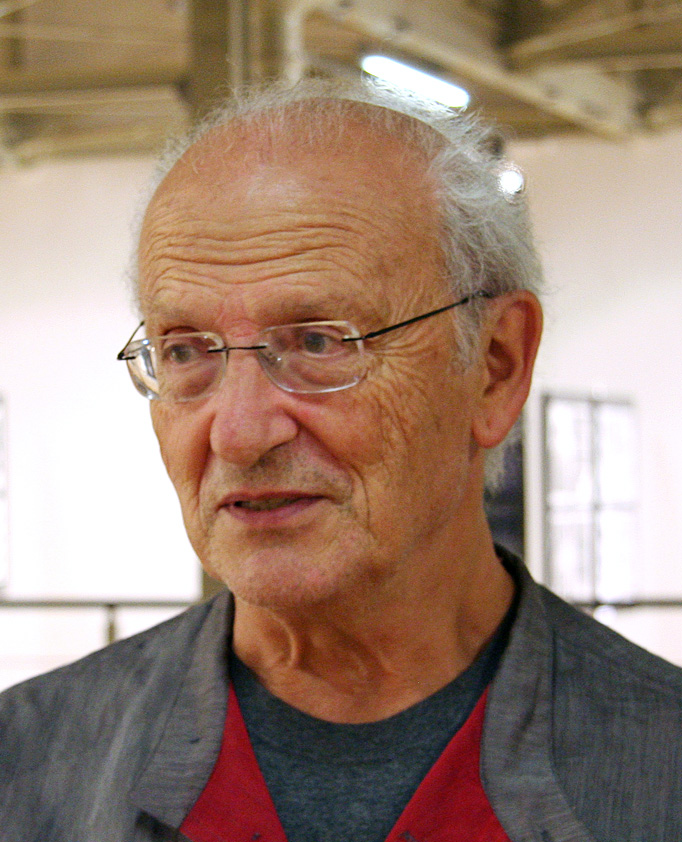
Жан Жиро

- Гонсалес, Хулио Сесар (35) — мексиканский боксер, экс-чемпион мира по версии WBO в полутяжелом весе, сбит грузовиком[88].
- Жиро, Жан (73) — французский художник[89].
- Зоричич, Ник (29) — канадский фристайлист. Умер от травм, полученных на этапе Кубка мира по фристайлу в дисциплине ски-кросс в Гриндельвальде (Швейцария)[90].
- Плавьюк, Николай Васильевич (86) — последний президент УНР в изгнании, глава ОУН[91].
- Пороховщикова, Ирина Валерьевна (49) — российская актриса театра и кино, жена Александра Пороховщикова (1962—2012) Ирина Пороховщикова. История жизни и нелепая смерть.
- Роуланд, Шервуд (84) — американский химик, лауреат Нобелевской премии по химии за 1995 год, открывший механизм воздействия человека на озоновый слой Земли[92].
- Силтавуори, Ямму (85) — финский убийца[93].
- Тан Бун Тейк (83) — сингапурский политик, генеральный прокурор (1967—1992)[94].

### 11 марта
- Салеев, Владимир Павлович (52) — советский хоккеист с мячом, мастер спорта СССР, обладатель Кубка СССР (1983), чемпион СССР среди юниоров (1977), нападающий нижегородского клуба «Старт»[95].
- Адифопи, Генри (85) — нигерийский политик, министр труда (1975—1978), министр иностранных дел (1978—1979)[96]
- Бондаренко, Олег (34) — российский музыкант, барабанщик группы «Декабрь»[97]
- Вукобратович, Миомир (81) — югославский и сербский учёный, академик, специалист в области биомеханики и робототехники, иностранный член Российской академии наук[98]
- Герантиди, Олег Григорьевич (42) — российский писатель жанров фантастики и фэнтези («Превосходящими силами») [eot.su/node/11323].
- Кашия, Джанри (72) — грузинский телеведущий, муж грузинского политика Саломе Зурабишвили[99]
- Соуза, Джон (91) — американский футболист, нападающий сборной США по футболу, участник чемпионата мира по футболу (1950) и «чуда на траве» (победа над сборной Англии)[100].
- Тейфур, Гияс (42—43) — сирийский боксёр, неоднократный чемпион страны, победитель и призёр многих международных турниров, убит[101]

### 12 марта

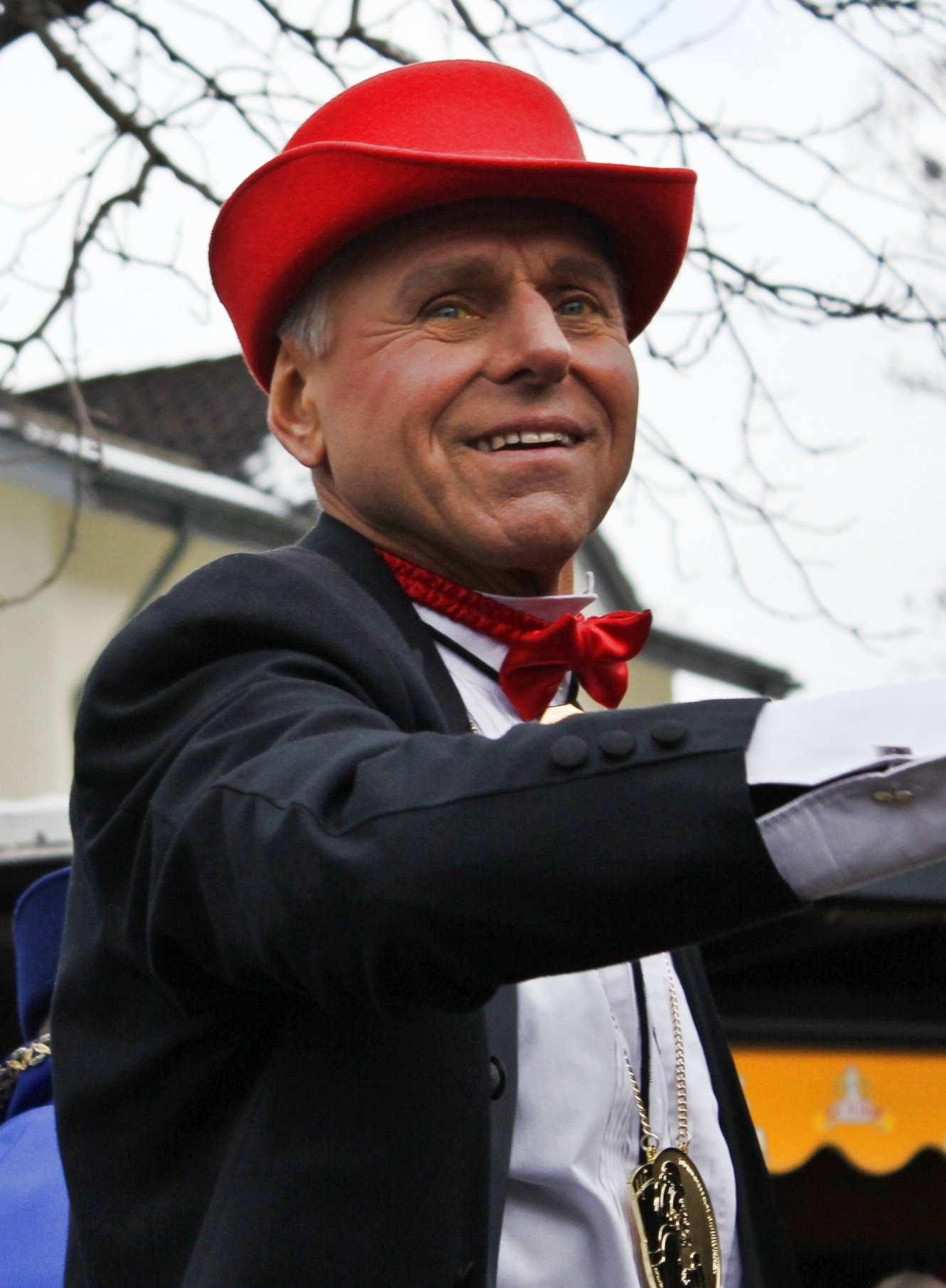
Фридхельм Конецка

- Глейзер, Сэмюэль (89), американский предприниматель и бизнесмен[102].
- Конецка, Фридхельм (73) — немецкий футболист, швейцарский тренер («Боруссия» Дортмунд, «Мюнхен 1860») чемпион Германии (1963, 1966), автор самого первого гола в немецкой бундеслиге (1963), эвтаназия[103].
- Куманьков, Евгений Иванович (92) — художник-постановщик, народный художник РСФСР[104].
- Мисаго, Огюстен (68-69) – Руандаский епископ[105].
- Ульянов, Александр Андреевич (75) — актёр областного драматического театра г. Южно-Сахалинска, народный артист России[106].
- Хартер, Дик (81) — американский баскетбольный тренер[107].
- Хоссак, Майкл (65) — американский музыкант, барабанщик группы The Doobie Brothers[108].

### 13 марта
- Агер, Моше-Иегошуа (95) — израильский раввин, духовный лидер (адмор) Вижницкого хасидута — одного из крупных религиозных течений современного иудаизма, глава Совета великих знатоков Торы в Израиле[109]
- Джонсон, Том (89) — американский астроном и бизнесмен, основатель компании «Celestron»[110].
- Домитила Барриос де Чунгара (74) — боливийская общественная и политическая деятельница, организатор профсоюзного движения, подпольщица Армии национального освобождения и участница борьбы с боливийскими военными диктатурами второй половины XX века[111].
- Дугда, Тензин (74) — наставник и учитель буддистов Калмыкии, первый доктор философии и профессор на калмыцкой земле[112]
- Дюшоссуа, Мишель (73) — французский актёр[113].
- Макдоно, Айлин (49) — американская актриса[114].
- Нумми, Ласси (83) — финский писатель и переводчик[115]
- Пуцов, Александр Иванович (57) — генеральный секретарь Федерации тяжелой атлетики Украины, заслуженный тренер Украины, член Национального Олимпийского комитета, заслуженный работник физической культуры Украины[116].
- Хоббс, Джок[англ.] (52) — игрок и капитан сборной Новой Зеландии по регби (1983—1986)[117].
- Шагалова, Людмила Александровна (88) — советская и российская актриса кино и театра, народная артистка РСФСР (1977), лауреат Государственной премии СССР (1949)[118].

### 14 марта

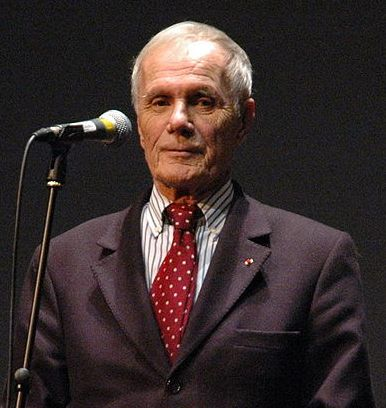
Пьер Шёндёрфер

- Арсанукаев, Шайхи Абдулмуслимович (81) — чеченский российский поэт, народный писатель Чеченской Республики[119]
- Барлоу, Рэй (85) — английский футболист («Вест Бромвич Альбион»), обладатель Кубка Англии по футболу (1954)[120].
- Рэттрэй, Карл (82) — ямайский политик, сооснователь Народной национальной партии, генеральный прокурор (1989—1993), министр юстиции (1989—1992)[121].
- Табоне, Ченсу (98) — президент Мальты (1989—1994)[122].
- Шёндёрфер, Пьер (83) — французский кинорежиссёр и сценарист, лауреат Каннского кинофестиваля (1965) за лучший сценарий, лауреат кинопремии «Оскар» за лучший документальный фильм (1968)[123].

### 15 марта

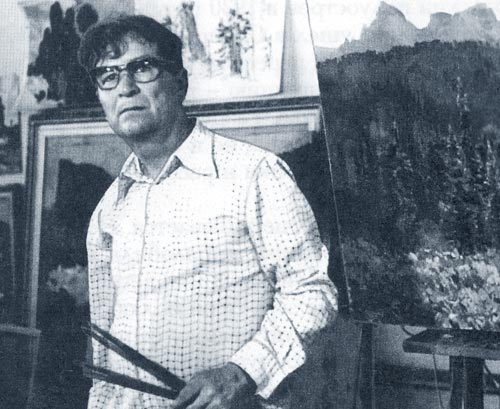
Тойво Ряннель

- Воробьёв, Сергей Сергеевич (42) — российский спортивный деятель, гендиректор Гран-при России[124].
- Кривомазов, Николай Павлович (64) — российский журналист («Рагу из синей птицы») и сценарист («Взбесившийся автобус»)[125].
- Кривуля, Александр Михайлович (70) — украинский философ, доктор философских наук, профессор[126].
- Кузьминков, Лель Николаевич (86) — украинский художник, член Союза художников СССР[127].
- Дэвис, Мэрвин (65) — валлийский регбист, игрок и капитан сборной Уэльса по регби[128].
- Набиев, Бекир (81) — азербайджанский учёный, доктор филологических наук, профессор, директор Института литературы имени Низами[129].
- Омаров, Нур — киргизский политолог, президент Ассоциации политологов Кыргызстана[130].
- Ряннель, Тойво Васильевич (90) — российский сибирский живописец, народный художник России, почётный член Академии художеств Российской Федерации, член Союза российских писателей[131].
- Сурьё, Жан-Мари (89) — французский математик, один из пионеров симплектической геометрии[132].

### 16 марта
- Аб Сабер, Азиз (87) — бразильский геолог, географ, биолог и археолог[133].
- Баркер, Мухаммед Абд-аль-Рахман (83) — американский профессор-лингвист, специалист по языкам и культуре Южной Азии, писатель-фантаст и автор одной из первых ролевых игр[134].
- Басора, Эстанислао (85) — испанский футболист, правый нападающий[135].
- Ёсимото, Такааки (87) — японский литературный критик, поэт, публицист и философ-марксист[136]
- Ковалёв, Владислав Юрьевич (26) — белорусский преступник, осуждённый за совершение теракта в минском метро 11 апреля 2011 года. Казнен (расстрелян)[137].
- Коновалов, Дмитрий Геннадиевич (26) — белорусский преступник, осуждённый за совершение теракта в минском метро 11 апреля 2011 года. Казнен (расстрелян)[138]. Архивировано 10 августа 2012 года.
- Курилко-Рюмин, Михаил Михайлович (89) — театральный художник, народный художник России, вице-президент Российской академии художеств[139].
- Массиз, Камилло (74) — мексиканский священник, руководитель католического ордена босых кармелитов (1991—2003)[140].
- Полочек, Бронислав (72) — чешский актёр. [www.kino-teatr.ru/kino/acter/m/euro/210391/works/]
- Серрачино Инглотт, Петер (75) — мальтийский философ, ректор Мальтийского университета (1987—1988, 1991—1996)[141].
- Пясковский, Михаил Григорьевич (87) — калининградский художник, народный художник России (2007)[142].
- Цехлин, Дитер (85) — немецкий пианист, вице-президент Академии искусства ГДР (1970—1978)[143].

### 17 марта

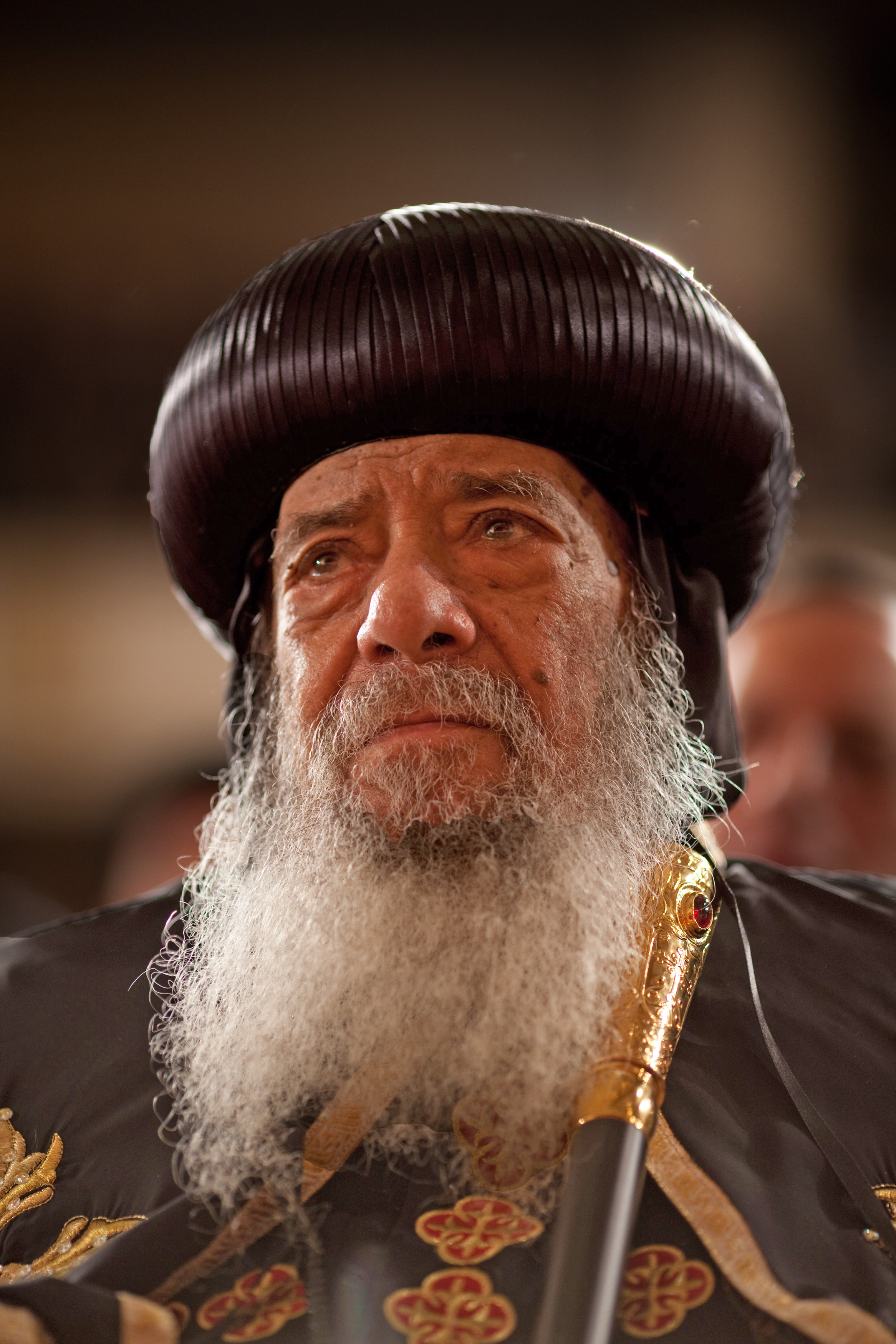
Шенуда III

- Белобородов, Валерий (48) — российский автогонщик, мастер спорта, многократный победитель и призёр этапов Кубка и Чемпионата России по авторалли и автокросса[144].
- Демьянюк, Иван Николаевич (91) — военный преступник, признанный виновным в пособничестве нацистам в период Второй мировой войны[145].
- Джатта, Фамара (53) — гамбийский политик, министр труда (1997—1998), министр финансов и экономики (1998—2003)[146]..
- Зубов, Александр Николаевич (53) — директор Государственного историко-мемориального музея-заповедника «Родина В. И. Ленина» (1988—2012)[147].
- Йювидья, Чалео (89) — тайский миллиардер, создатель знаменитого энергетического напитка «Red Bull»[148].
- Литвин, Рина (73) — израильская писательница и переводчик (переводила А. С. Пушкина на иврит)[149].
- Радисич, Джей (35) — австралийский политик и научный сотрудник[150].
- Цвынарувна, Данута (77) — польская актриса. [www.kino-teatr.ru/kino/acter/euro/290154/bio/]
- Шенуда III (88) — патриарх Коптской православной церкви (1971—2012)[151].

### 18 марта

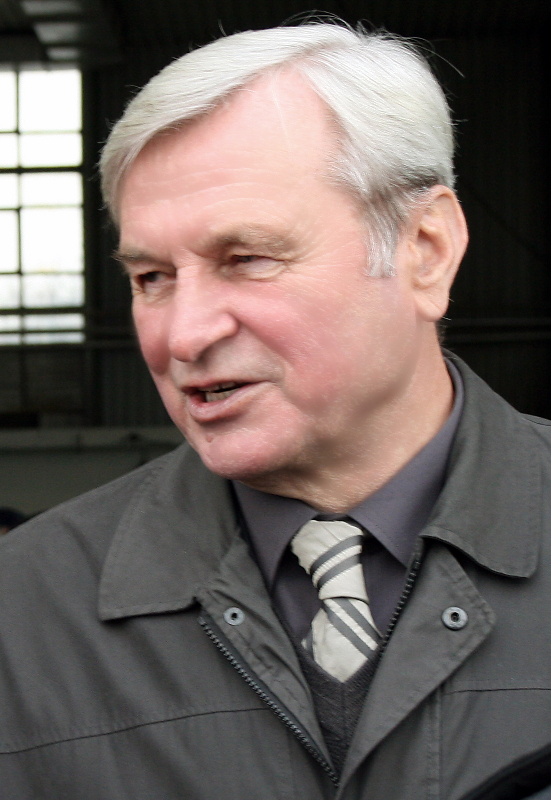
Имра Аготич

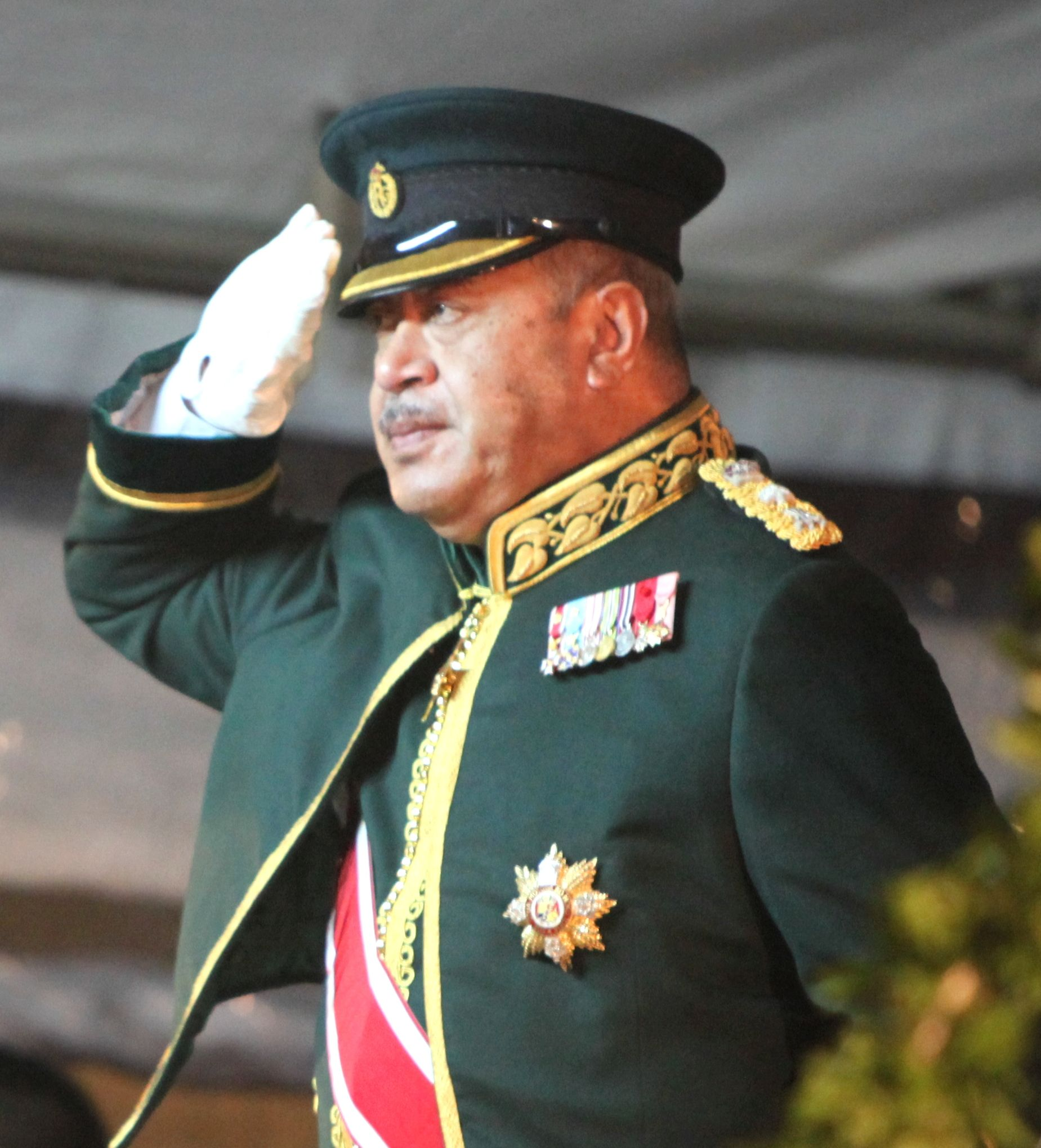
Георг Тупоу V

- Аготич, Имра[англ.] (69) — хорватский военный деятель, генерал-майор, первый командующий военно-воздушными силами и войсками ПВО Хорватии[152].
- Георг Тупоу V (63) — король Тонга (2006—2012)[153].
- Кабрера, Бладимир (28) — участник кубинской рок-группы "Eminencia Classic"; умер во время концерта[154].
- Лейтан, Антониу (51) — португальский легкоатлет, бронзовый призёр Олимпийских игр в Лос-Анджелесе (1984) в беге на 5000 метров[155].
- Маццола, Рокко (79) — итальянский боксер, тренер, чемпион Италии в полутяжелом весе[156].
- Принтезис, Анаргирос (74) – католический прелат, экзарх Греции[157].
- Шмаков, Андрей Станиславович (51) — актёр Новокузнецкого драматического театра им. С. Орджоникидзе[158].

### 19 марта
- Бойко, Лариса Терентьевна (84) — актриса крымского русского драматического театра им. М. Горького, народная артистка Украины (1994)[159].
- Гросбард, Улу (83) — американский режиссёр[160].
- Андрей Игнатьев (90) — Герой Советского Союза.
- Макдоннелл, Сэнфорд (89) — американский инженер и бизнесмен, президент и генеральный директор компании McDonnell Douglas[161].
- Мыльников Анатолий Иванович — вице-мэр г. Якутска в 1991-1994 г. Заслуженный строитель Республики Саха (Якутия), заслуженный строитель России. С 1994 г. начальник Строительного Объединения УДП РФ. С 2003 г. начальник Службы заказчика Красногорского района МО. Кавалер Ордена "Дружбы народов", "Знак почёта" и других правительственных наград.

### 20 марта
- Ахвледиани, Эрлом Сергеевич (78) — грузинский писатель и сценарист[162].
- Белова, Нэлли Николаевна (67) — директор Вологодской областной библиотеки им. И. В. Бабушкина (c 1993)[163]
- Горбанев, Николай Кузьмич (89) — ветеран Великой Отечественной войны, Герой Советского Союза[164].
- Ломакин, Виктор Павлович (85) — первый секретарь Приморского краевого комитета КПСС (1969—1984), Чрезвычайный и Полномочный посол СССР в Чехословацкой Социалистической Республике (1984—1990), Герой Социалистического Труда[165]
- Исигуро, Нобору (73) — японский режиссёр-аниматор («Гиперпространственная крепость Макросс»)[166].
- Пашко, Атена Васильевна (80) — украинская поэтесса, общественный деятель, участница правозащитного движения, вдова лидера Народного руха Украины Вячеслава Черновола[167].
- Рассадин, Станислав Борисович (77) — писатель, публицист, член Союза писателей России, автор термина «Шестидесятники»[168].
- Стайнс, Джим (45) — австралийский футболист, лучший игрок Австралийской футбольной лиги (1991); рак[169]

### 21 марта
- Госенартс, Ян (111) — бельгийский долгожитель, старейший мужчина Европы[170].
- Гуэрра, Тонино (92) — итальянский сценарист, поэт и художник[171].
- Джакометти, Бруно (104) — швейцарский архитектор[172]
- Зайцев, Андрей (26) — российский спортсмен, чемпион мира по роллерспорту, остановка сердца[173].
- Некрасов, Николай Николаевич (79) — главный дирижёр и художественный руководитель Академического оркестра русских народных инструментов, Народный артист СССР[174].
- Разуваев, Юрий Сергеевич (66) — советский и российский шахматист, гроссмейстер (1976)[175]
- Салье, Марина Евгеньевна (77) — российский политический и общественный деятель, журналистка, известная своими критическими статьями о Владимире Путине; обширный инфаркт[176].
- Селезнёв, Виктор Макарович (80) — саратовский журналист, филолог, правозащитник[177].
- Худояш, Павел Иванович (86) — советский футболист.
- Фуэст, Роберт (84) — британский кинорежиссёр («Грозовой перевал»)[178].
- Кудзё Дзётаро (42) — Японский Океанолог

### 22 марта

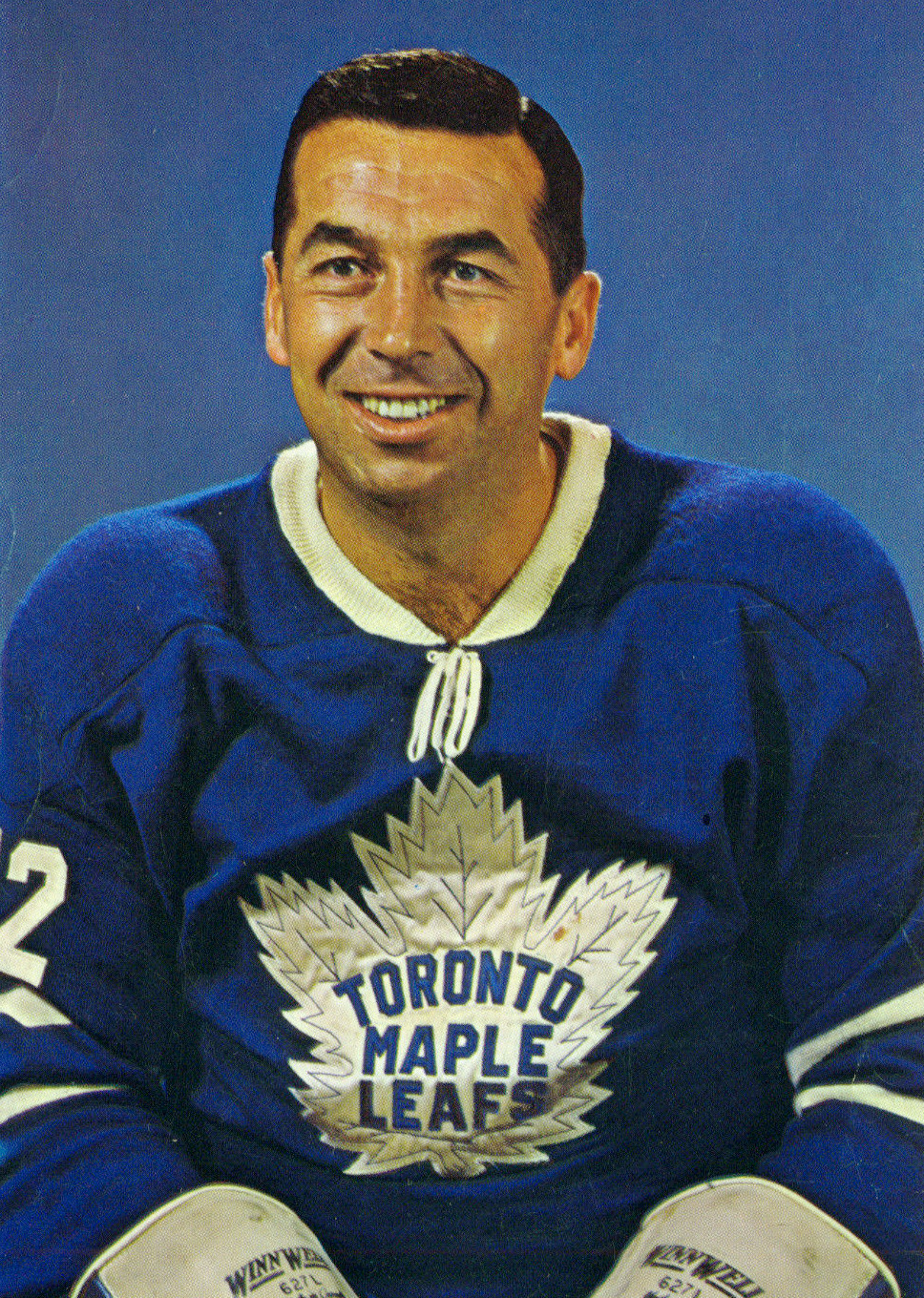
Рон Стюарт

- Гёкгель, Демир (74) — немецкий актёр турецкого происхождения («Душевная кухня»)[179].
- Земская, Елена Андреевна (85) — российский лингвист, исследователь русской разговорной речи, племянница М. А. Булгакова[180]..
- Мера, Мохаммед (23) — французский террорист, совершивший теракт в Тулузе. Убит при задержании[181].
- Мундада, Вимал (49) – индийский политик и врач, рак[182].
- Нугуд, Мухаммед Ибрагим (80) — суданский политический деятель, Генеральный секретарь Суданской коммунистической партии (1971—2006), Председатель (2006—2012)[183]
- Стюарт, Рон (79) — канадский хоккеист и тренер, трёхкратный обладатель Кубка Стэнли (1962—1964) Сыграл в Национальной хоккейной лиге 1353 матча[184].

### 23 марта

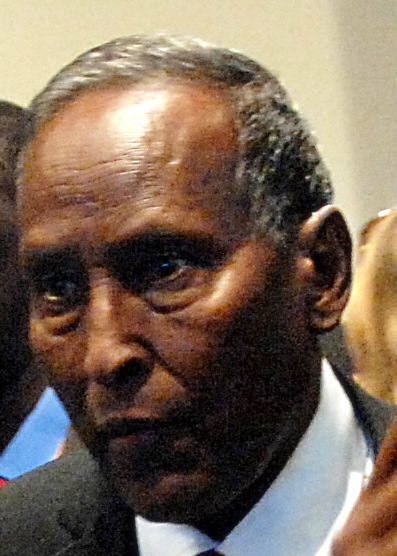
Абдуллахи Юсуф Ахмед

- Ахмед, Абдуллахи Юсуф (77) — сомалийский военный и политический деятель, Президент Сомали (2004—2008)[185].
- Лесевич, Витольд (89) — польский режиссёр («Пассажирка»). [www.kino-teatr.ru/kino/director/euro/240754/bio/]
- Литвиненко, Иван Фёдорович (93) — лейтенант Рабоче-крестьянской Красной Армии, участник Великой Отечественной войны, Герой Советского Союза.
- Павловский, Николай Иванович (Николай Отто) (99) — советский актёр и режиссёр. [www.kino-teatr.ru/kino/acter/star/28025/bio/]
- Талиб, Наджи (95) — иракский политик, министр иностранных дел (1964—1965), премьер-министр Ирака (1966—1967)[186].
- Шико Анисио (80) — бразильский актёр[187].

### 24 марта

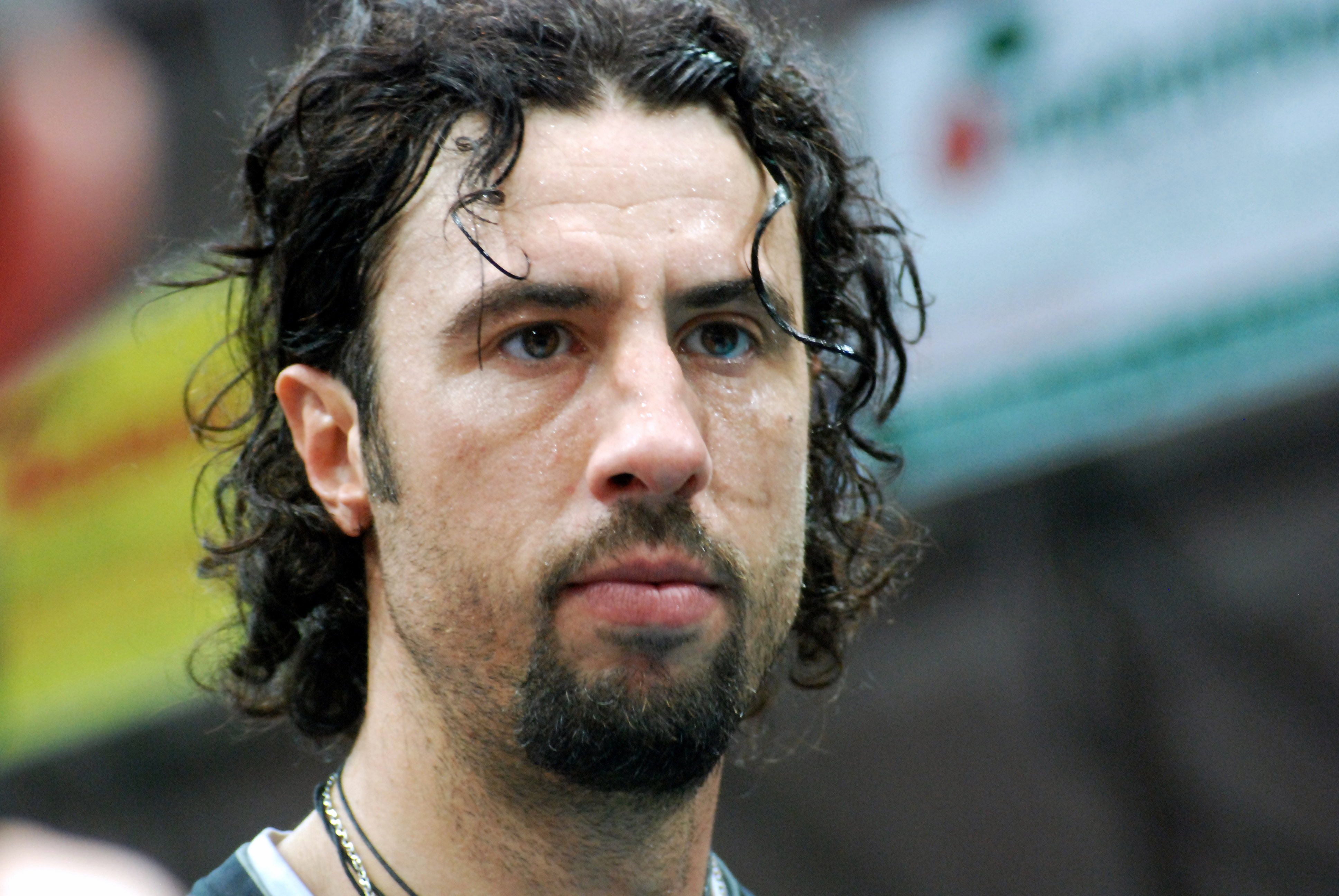
Вигор Боволента

- Афендулов, Сергей Алексеевич (60) — заслуженный врач России, депутат Государственной Думы РФ четвёртого созыва (2004—2007) от Липецкой области, фракция партии «Единая Россия», ДТП[188].
- Боволента, Вигор (37) — итальянский волейболист, серебряный призёр летних Олимпийских игр в Атланте (1996), чемпион Европы (1995). Умер во время матча[189].
- Ганшин, Виктор Иванович (78) — российский журналист, корреспондент ИТАР-ТАСС, один из старейших журналистов Петербурга[190].
- Исакова, Аида Петровна (72) — казахстанская и российская пианистка, композитор и фортепианный педагог[191].
- Матерский, Эдвард Генрик (89) – польский епископ, первый епископ Радома[192].
- Симонян, Зинаида Степановна (61) — советская спортсменка, заслуженный мастер спорта СССР, четырёхкратная чемпионка мира, 15-кратная чемпионка Европы по пулевой стрельбе[193]
- Тикоцкий, Михаил Евгеньевич (90) — белорусский журналист и языковед[194].
- Уилсон, Джоки (62) — шотландский профессиональный игрок в дартс, двукратный чемпион мира (1982, 1989)[195].
- Якиманский, Николай Алексеевич (91) — танкист, полковник, кандидат исторических наук, доцент Военной командной академии ПВО имени Г. К. Жукова.

### 25 марта
- Абросимов, Николай Николаевич (94) — советский футболист, игрок ленинградского «Зенита» (1945—1947)[196].
- Ин Тао (86) — китайский художник-карикатурист[197]
- Бен-Цион Лайтнер (85) — Герой Израиля (один из двенадцати), советского происхождения, ветеран Второй мировой войны и Арабо-израильской войны (1947—1949)[198].
- Капур, Мона (48) — индийская бизнесвумен и телевизионный продюсер[199]
- Лодж, Томас Одод Маршал (75) — англоязычный писатель и радиоведущий[200]
- Ньютон, Тони (74) — британский политик, член Кабинета министров Великобритании (1988—1997)[201]
- Патрушев, Сергей Владимирович (57) — российский поэт-песенник[202]
- Поляков, Дмитрий (47) — боксер, тренер по легкой атлетике, муж и тренер украинской спортсменки, олимпийской чемпионки по семиборью Натальи Добрынской[203]
- Стивенсон, Ларри (81) — один из основателей современного скейтбординга, «крестный отец скейт-культуры»[204]
- Табукки, Антонио (68) — итальянский писатель, филолог, переводчик[205].
- Шугар, Берт (74) — американский журналист и историк бокса, написавший более 80 книг[206].
- Гулд, Эдвард (23)- Британский аниматор, создатель веб мультсериала «Eddsworld”

### 26 марта
- Бруно, Филипп (73) — французский актёр[207]
- Мациевская, Ярослава (30) — корреспондент телеканала СТБ (Украина)[208]
- Шнякин, Владимир Николаевич (76) — заместитель генерального конструктора и начальник проектно-конструкторского бюро по разработке ракетных двигателей ГП КБ «Южное»[209]..

### 27 марта
- Беликов, Михаил Александрович (72) — украинский кинорежиссёр и сценарист, оператор[210].
- Белявский, Юрий Исаакович (63) — российский журналист, главный редактор газеты «Культура» (1996—2011)[211].
- Занкишиев, Алим Рамазанович (30) — лидер бандподполья в Кабардино-Балкарии; ликвидирован в результате спецоперации[212].
- Замудио Даниэль (24) — чилиец, убитый группой неонацистов[213].
- Кикин, Анатолий Михайлович (71) — советский футболист, тренер[214].
- Михайлова, Галина Леонидовна (86) — российский скульптор-реставратор[215].
- Рич, Адриенна (82) — американская поэтесса и феминистка[216].
- Стивенс, Уоррен (92) — американский актёр («Запретная планета»)[217].
- Тру, Мика (58) — американский ультрамарафонец[218].
- Чеботарёв, Владимир Николаевич (61) — казахстанский футболист и тренер[219].

### 28 марта
- Арден, Джон (81) — английский писатель и драматург[220]
- Арутюнян, Александр Григорьевич (91) — армянский композитор, пианист, Народный артист СССР[221]
- Брегвадзе, Борис Яковлевич (86) — советский артист балета и педагог. Народный артист РСФСР (1957), профессор[222]
- Гонсалес, Рекс (94) — аргентинский археолог, специалист по доколумбовым культурам Патагонии[223]
- Жачкевич, Йоланта (57) — польская актриса[224].
- Мэй, Вилли (76) — американский легкоатлет, серебряный призёр летних Олимпийских игр в Риме 1960 в беге на 110 метров с барьерами[225].
- Скраггс, Эрл (88) — американский блюграсс музыкант банджист, автор собственного, получившего распространение стиля игры на банджо (Scruggs style), трёхкратный лауреат премии Грэмми (1969, 2002, 2008)[226].
- Солнечников, Сергей Александрович (31) — Герой Российской Федерации, командир батальона связи, майор, который закрыл собой солдата от взрыва гранаты[227]
- Терсенов, Савва Авраамович (87) — математик, профессор Афинского университета[228].
- Шмид, Франц (81) — почетный член Европейской конфедерации волейбола, вице-президент и казначей Международной федерации волейбола[229]
- Штейнберг, Эдуард Аркадьевич (75) — российский художник, представитель второй волны русского авангарда[230].

### 29 марта
- Андерсен, Ларисса Николаевна (101) — поэтесса и танцовщица восточной ветви русского зарубежья[231].
- Бардина, Мария Дмитриевна (86) — работница Рязанского кожевенного завода, Герой Социалистического Труда[232].
- Макар, Оксана Сергеевна (19) — жертва резонансного преступления, совершённого 9 марта 2012 года в городе Николаеве (Украина)[233].
- Малашенков, Анатолий Иванович (72) — российский кардиохирург, директор Научно-исследовательского института коронарной и сосудистой хирургии НЦССХ имени А. Н. Бакулева Российской академии медицинских наук, член-корреспондент Российской Академии медицинских наук, доктор медицинских наук, профессор[234]..
- Парфёнов, Владимир Николаевич (66) — доктор биологических наук, профессор, член-корреспондент Российской академии наук (РАН), директор Института цитологии РАН[235].
- Эстрин, Джеральд (90) – американский пионер компьютерной техники[236].

### 30 марта
- Василиадис, Яннис (88) — греческий политик, министр защиты граждан Греции (1991)[237]
- Коржубаев, Андрей Геннадьевич (41) — заведующий отделом Института экономики и организации промышленного производства Сибирского отделения Российской академии наук, доктор экономических наук, профессор[238]
- Косичкин, Виктор Иванович (74) — советский конькобежец, чемпион Зимних Олимпийских игр в Скво-Велли (1960)[239]
- Лернер, Давид Михайлович (102) — российский пианист, народный артист России[240].
- Макгрегор, Джордж Капризо (67) — мексиканский юрист и политик, ректор Наационального автономного университета Мексики (1985—1989), министр внутренних дел (1994)[241]
- Мирабелла, Джузеппе (110) — старейший мужчина Италии после смерти Джованни Лигато (1901—2012).
- Товстоногов, Георгий Александрович (младший) (36) — театральный режиссёр (Московский театр «У Никитских ворот»), внук великого театрального режиссёра Георгия Товстоногова[242]
- Тэнга Ринпоче (79—80) — высокий лама в иерархии линии Карма Кагью тибетского буддизма[243].
- Шебаршин, Леонид Владимирович (77) — глава советской внешней разведки (1989—1991), и. о. председателя КГБ СССР (22-23.08.1991), самоубийство[244].
- Шигалов, Исламгарей (56) — заместитель генерального директора — технический директор ОАО «КАМАЗ»[245]

### 31 марта
- Ардашников, Наум Михайлович (80) — советский и российский кинооператор и кинорежиссёр, заслуженный деятель искусств РСФСР[246]
- Бобракова, Ия Петровна (84) — художественный руководитель государственного театра оперы и балета Республики Коми (1990—2011), народная артистка РФ[247]
- Воробьёв, Владимир Александрович (61) — заслуженный тренер России по настольному теннису[248]
- Копылов, Юрий Семёнович (69) — художественный руководитель Ульяновского областного театра драмы (1987—2010), заслуженный деятель искусств РСФСР, народный артист РФ, лауреат Государственной премии РФ в области литературы и искусства (2001)[249]
- Корсон, Дэйл Раймонд (97) — американский физик, президент Корнеллского университета (1969—1977)[250] Архивная копия от 25 мая 2019 на Wayback Machine.
- Левитан, Ефрем Павлович (77) — популяризатор астрономии, педагог, писатель, академик РАЕН, академик Российской академии космонавтики, академик Международной академии информатизации, доктор педагогических наук, заслуженный работник культуры России, заместитель главного редактора журнала «Земля и Вселенная».
- Репик, Владимир Адамович (67) — советский, украинский фотожурналист[251]
- Савенко, Галина Константиновна (46) — заслуженный мастер спорта СССР по гребле на байдарках и каноэ, тренер. Бронзовый призёр Чемпионата мира (1989), участница Летних Олимпийских игр 1988 и 1992 годов[252].
- Уайт, Хэлберт (61) — американский экономист, эконометрист, создатель теста Уайта[253].